# СС
Шуцщафел, повече познато като СС (еС-еС) или SS (на немски: Schutzstaffel чуй – „охранителен отряд“), е голяма паравоенна организация, един от важните компоненти на нацистката партия в Германия, създадена през 1925 г. като военизиран корпус за охрана на висшите функционери на партията. Членовете на СС често са наричани есесовци. Не бива да се бъркат с „кафявите ризи“ – членовете на СА (SA – SturmAbteilung, щурмови отряди, подчинени на Рьом и размазани в Нощта на дългите ножове по инициатива на фюрера).
Организацията СС е смятана за „преторианска гвардия“ и целият ѝ състав се набира на расов и идеологически принцип. Кандидатите са подлагани на обстойни медицински и расови изследвания, трябва и да изпълнят спортни нормативи и да представят своето родословие като гарант за расовата си чистота. СС се разграничава от армията и от другите членове на партията чрез изграждане на специфична йерархия, свои униформи и означения; идеологията на организацията, освен възгледите на Националсоциалистическата германска работническа партия, включва и цялостен духовно-политически мироглед на „арийския воин“. Най-дългогодишният ръководител на СС е Хайнрих Химлер – ръководи организацията от 1929 до 1945 г.
Сред най-известните клонове на СС са Sicherheitsdienst (SD –  Sicherheitsdienst der SS, „Служба за сигурност на СС“), Айнзацгрупи (Групи за специални задачи) и обслужващите концентрационните лагери SS-Totenkopfverbände (SS-TV, буквално „Формации Мъртвешка глава“). RSHA (Reichssicherheitshauptamt, „Главното управление на сигурността на Райха“) обединява Гестапо – Тайна държавна полиция, Криминалната полиция (Крипо), службите за контраразузнаване и разузнаване и всички институции, имащи отношение към сигурността на Нацистка Германия. Това са правителствени учреждения, чиито персонал се състои в огромната си част, но не изцяло, от членове на СС.
СС е организацията, която е най-отговорна за убийствата на около 5,5 до 6 милиона евреи и милиони други жертви в Холокоста. Членове на всички нейни клонове извършват военни престъпления и престъпления срещу човечеството по време на Втората световна война. СС също участва в търговски предприятия и експлоатира затворници от концентрационните лагери като робски труд.
След войната, съдиите на Нюрнбергския процес обявяват СС за престъпна организация. Ернст Калтенбрунер, най-високопоставеният оцелял главен началник на отдел на СС, е признат за виновен за престъпления срещу човечеството и обесен през 1946 г.

## Начало

### Предшественик на СС
Началото на СС е свързано с възникването на нацисткото движение в есента на следвоенната 1919 г. Тогава доброволните отряди на Фрайкорпс „Хакетау“ и части от райхсвера потушават бунта на комунистите и свалят червената власт в Бавария. През януари 1920 г. Германската работническа партия (Deutsche Arbeiter Partei - DAP) избира за главен пропагандатор ефрейтор Адолф Хитлер, и по негово предложение името на партията е променено на „Национал-социалистическа работническа партия“ (National Sozialistische Deutsche Arbeiter Partei - NSDAP). По това време офицер Карл Майр, който внедрява Хитлер в работническата партия, е сменен от капитан Ернст Рьом. След свалянето на съветската република на Рьом е възложено да организира система за гражданска самоотбрана. Под натиска на държавите победителки през 1921 г. германското правителство забранява баварското гражданско опълчение. Около Рьом остават само неколцина „верни“ бойци. На една от многобройните сбирки на групировката „Железен юмрук“ в Мюнхен, той се запознава и е особено впечатлен от агитатора на NSDAP Хитлер. Докато австрийският демагог обикаля мюнхенските кръчми, за да изнася пламенни речи, Рьом сформира малка група телохранители. Точно от този „мобилна група“ се организират първите „щурмови отряди“ SA на 3 август 1920 г.
Скоро Хитлер се разочарова от щурмоваците, които безусловно се подчинявали на Рьом и капитан Харман Ерхард, и ги смята за заплаха и смъква доверието си към тях. В началото на 1923 г. той назначил за командващ на SA своето протеже - летецът от Първата световна война Херман Гьоринг. Хитлер създава в нацистката партия малко звено за охрана от доброволци, известна като „Саал-Шутц“ (Защита на залите), за да осигури сигурност на събранията в Мюнхен. През март месец Хитлер заповядва да се създаде малка група бодигардове за негово лично обслужване, отделна от Щурмабтайлунг. Групата се нарича „Щабсвахе“ (Stabswache), което значи „охрана на щаба“ или „щабна охрана“. Първоначално звеното е съставено от осем души, командвани от Юлиус Шрек и Йозеф Берхтолд, и е образувано по модела на Фрайкорпс. Животът на тази „щабна охрана“ бил кратък, защото след два месеца Ернхард се скарва с Хитлер и отвежда със себе си своите хора. Фюрерът незабавно създал нова група преименувана „Щоструп“ (Stoßtrupp Adolf Hitler - Ударна група или отряд „Адолф Хитлер“) през май месец.
Stoßtrupp е премахната след неуспешния Бирен пуч, опит на НСДАП да завземе властта в Мюнхен. През 1925 г. Хитлер нарежда на Шрек да организира нови бодигардове, Schutzkommando (Команда за защита). Тя е натоварена с предоставянето на лична защита на Хитлер при функциите и събитията на НСДАП. През същата година, Schutzkommando е разширена до национална организация и последователно е преименувана на Sturmstaffel (Щурмови ескадрон) и накрая на Schutzstaffel (Охранителен отряд, СС). Официално, СС бележи своето начало на 9 ноември 1925 г. (втората годишнина от Бирения пуч). Новата СС трябва да осигури защита на лидерите на НСДАП в цяла Германия. Личният СС защитен елемент на Хитлер по-късно е разширен, за да включва бойни единици.

### Ранни командири
Шрек, основател на СА и близък довереник на Хитлер, става първият шеф на СС през март 1925 г. На 15 април 1926 г. Йозеф Берхтолд го наследява като началник на СС. Берхтолд променя длъжността на Райхсфюрер-СС. Берхтолд се смята за по-динамичен от своя предшественик, но все повече се разочарова от статута, който СА има над СС. Това води до прехвърлянето на ръководството на СС на неговия заместник, Ерхард Хайден на 1 март 1927 г. Под ръководството на Хайден се прилага по-строг кодекс за дисциплина, отколкото има в СА.
Между 1925 и 1929 г. СС се счита за малка група (батальон) на СА. С изключение на района на Мюнхен, СС не успява да запази някакъв импулс в броя на членовете си, който намалява от 1000 до 280, тъй като СА продължава да расте бързо. Докато Хайден се опитва да остави СС да не се разпадне, Хайнрих Химлер става негов заместник през септември 1927 г. Химлер показва добри организационни способности в сравнение с Хайден. СС създава редица Гаус (региони или провинции). СС-Гаус се състои от СС-Гау Берлин, СС-Гау Берлин Бранденбург, СС-Гау Франкен, СС-Гау Найдербайерн, СС-Гау Райнланд-Сюд и СС-Гау Захсен.

### Назначение на Химлер
С одобрението на Хитлер, Хайнрих Химлер поема позицията на Райхсфюрер-СС през януари 1929 г. Има различни разкази за причината за уволнението на Хайден от позицията му на ръководител на СС. Партията съобщава, че е по „семейни причини“. При Химлер, СС се разширява и придобива по-голяма опора. Той смята, че СС е елитна, идеологически управлявана националсоциалистическа организация, „сливаща тевтонските рицари, йезуитите и японските самураи“. Крайната му цел е да превърне СС в най-мощната организация в Германия и най-влиятелния отрасъл на партията. Той разширява СС с 3000 членове през първата си година като негов лидер.
През 1929 г. СС-Хауптамт (основен офис на СС) е разширен и реорганизиран в пет основни служби, занимаващи се с обща администрация, персонал, финанси, сигурност и раса. В същото време СС-Гаус е разширен в три района СС-Оберфюрерберайх, а именно СС-Оберфюрерберайх ОСТ, СС-Оберфюрерберайх Вест и СС-Оберфюрерберайх Сюд. По-ниските нива на СС остават до голяма степен непроменени. Макар че официално все още се смята за подорганизацията на СА и отговаряща за Stabschef (началник на щаба СА), през това време Химлер също започва да установява независимостта на СС от СА. СС се разраства по размер и власт, поради изключителната си лоялност към Хитлер, за разлика от СА, която се възприема като полунезависима и заплаха за хегемонията на Хитлер над партията, главно защото те настояват за „втора революция“, която да изкачи НСДАП на власт. До края на 1933 г. членството в СС достига 209 000. Под ръководството на Химлер, СС продължава да събира по-голяма сила, тъй като все повече и повече държавни и партийни функции са възложени на неговата юрисдикция. С течение на времето СС става отговорна само пред Хитлер, което е типично за организационната структура на целия нацистки режим, където нормативите са заменени с действия, предприети при ръководството на Фюрерпинцип, където волята на Хитлер се счита за над закона.
През втората половина на 1934 г. Химлер ръководи създаването на СС-Юнкершуле (училища), институции, в които кандидатите за офицери на СС получават обучение по лидерство, политическа и идеологическа индоктринация и военно обучение. Обучението подчертава безразличието и твърдостта като част от системата на ценностите на СС, което спомага за насърчаването на чувството за превъзходство сред мъжете и ги научава на самоувереност. Първите училища са създадени в Бад Тьолц и Брауншвайг, като във Клагенфурт и в Прага по време на войната се откриват допълнителни училища.

### Идеология
СС се счита за елитната единица на НСДАП. В съответствие с расовата политика на Нацистка Германия, в ранните дни всички кандидати за офицери в СС трябва да докажат арийския си произход до 1750 г., а за други редици до 1800 г. След като започва войната и става по-трудно да се потвърди родоначалникът, регламентът е изменен, за да докаже, че бабите и дядото на кандидата са арийци, както е посочено в Нюрнбергския закон. Други изисквания са пълното подчинение на Фюрера и ангажимент към германския народ и нация. Химлер също се опитва да въведе физически критерии, основаващи се на външен вид и височина, но тези изисквания се прилагат слабо, а повече от половината мъже от СС не отговарят на критериите. На членовете на СС са предоставени стимули като по-високи заплати и по-големи домове, тъй като се очаква да имат повече деца от средното германско семейство като част от ангажимента им към доктрината на НСДАП.
Ангажиментът към идеологията на СС е подчертан по време на набирането, процеса на членство и обучението. Членовете на СС са индоктринирани в расовата политика на Нацистка Германия и са научени, че е необходимо да се отстранят от Германия хората, считани от тази политика за по-лоши. Езотеричните ритуали и възлагането на отличителни знаци за важни събития в кариерата на мъжете от СС, въвличат членовете на СС още повече с нацистката идеология. От членовете се очаква да се откажат от своята християнска вяра, а Коледа е заменена с празник на слънцестоенето. Църковните сватби са заменени от СС-Ехевайн, езическа церемония, измислена от Химлер. Тези псевдо-религиозни ритуали и церемонии често се извършват близо до паметници, посветени на СС или на специални места, определени от СС. През 1933 г. Химлер купува Уейлсбург, замък във Вестфалия. Първоначално той възнамерява да бъде използван като център за обучение на СС, но ролята му включва домакинство на вечери на СС и неоезически ритуали.
През 1936 г. Химлер пише в памфлета „СС като Анти-болшевишка бойна организация“:
| „ | Ние ще се погрижим в Германия, сърцето на Европа, никога повече еврейско-болшевишката революция на подчовеците да не разпилява народа ни нито отвътре, нито чрез емисари отвън. | “ |

Идеологията на СС включва прилагането на бруталност и терор като решение на военни и политически проблеми. СС подчертава пълната си лоялност и подчинение на заповеди до смърт. Хитлер използва това като мощен инструмент за постигане на целите си и тези на НСДАП. На СС са поверени извършването на жестокости, незаконни действия и военни престъпления. Химлер веднъж пише, че един СС човек „не се колебае за един миг, а изпълнява неоспоримо...“ Тяхното мото е „Meine Ehre heißt Treue“ (Моята чест е лоялност).
Като част от расовите си функции по време на Втората световна война, СС ръководи изолацията и изселването на евреите от населенията на завладените територии, заграбва имуществото им и ги депортира в концентрационни лагери и гета, където са използвани за робски труд или непосредствено убити. Избрани да изпълнят окончателното решение, наредено от Хитлер, СС са основната група, отговорна за институционалното убийство и депортацията на повече от 20 милиона души по време на Холокоста, включително около 5,2 милиона евреи и 10,5 милиона славяни. Значителен брой жертви са хора от други расови или етнически групи като 258 000 цигани. СС участва в убийството на хора, разглеждани като заплахи за расовата хигиена или идеология на НСДАП, включително на хора с умствено или физическо увреждане, хомосексуалисти и политически дисиденти. Членовете на синдикатите и тези, които се считат за свързани с групи, които се противопоставят на режима (религиозни, политически, социални и други), или онези, чиито възгледи са противоречащи на целите на правителството на НСДАП, са закръглени в голям брой; те включват духовенството на всички вярвания, свидетели на Йехова, комунисти и др. Съгласно решенията, постановени в Нюрнбергските дела, както и много разследвания и съдебни процеси за военни престъпления, провеждани оттогава, СС е отговорен за повечето нацистки военни престъпления. По-специално, това е основната организация, която е извършила Холокоста.

## Предвоенна Германия
След като Хитлер и НСДАП идват на власт на 30 януари 1933 г., СС се считат за държавна организация и клон на правителството. Правоприлагането постепенно се превръща в компетентност на СС и много организации на СС се превръщат в правителствени агенции.
СС създава полицейска държава в Нацистка Германия, използвайки тайните служби и силите за сигурност под контрола на Химлер, за да потискат съпротивата срещу Хитлер. В ролята си на министър-председател на Прусия, Херман Гьоринг създава през 1933 г. пруска тайна полиция, наречена Гестапо, и назначава Рудолф Диелс за ръководител. Загрижени, че Диелс не би бил достатъчно безмилостен, за да използва Гестапо ефективно да противодейства на силата на СА, Гьоринг предава своя контрол на Химлер на 20 април 1934 г. Също на тази дата, в отклонение от дългогодишната практика на Германия, че правоприлагането е държавна и местна материя, Хитлер назначава Химлер за началник на цялата германска полиция извън Прусия. Химлер назначава за свой заместник и протеже Райнхард Хайдрих на 22 април 1934 г. Хайдрих продължава да бъде и ръководител на Sicherheitsdienst (СД, служба за сигурност).
Прехвърлянето на Гестапо в ръцете на Химлер е прелюдия към Нощта на дългите ножове, когато повечето от ръководството на СА са арестувани и впоследствие екзекутирани. СС и Гестапо извършват повечето от убийствата. На 20 юли 1934 г. Хитлер отделя СС от СА, която вече не е влиятелна сила след прочистването. СС става независим елитен корпус на НСДАП, който отговаря само пред Хитлер. Райхсфюрер-СС вече се превръща в истински ранг за Химлер, равен на ранга на фелдмаршал в армията (предишният му ранг е Обергрупенфюрер). Тъй като позицията и авторитетът на Химлер нарастват, така и де факто получава ранга.
На 17 юни 1936 г. всички полицейски сили в цяла Германия са обединени под контрола на Химлер и СС. Така Химлер и Хайдрих стават двама от най-влиятелните хора в администрацията на страната. Полицейските и разузнавателните сили, попадащи под техния административен контрол, включват СД, Гестапо, Криминална полиция (Крипо, полицейско наказателно разследване) и Ordnungspolizei (Орпо, редовно униформени полицаи). През септември 1939 г. службите за сигурност и полиция, включително СИП и СД (но не и Орпо), се консолидират в Главната служба по сигурността на Райха – РСХА, оглавявана от Хайдрих. Това допълнително увеличава колективния авторитет на СС.
През септември 1939 г. авторитетът на СС се разширява още, когато висшият офицер от СС във всяка военна област също става шеф на полицията. Повечето от тези лидери на СС и полицейски лидери са с ранга на СС-Групенфюрер или по-горе и отговарят директно пред Химлер във всички въпроси, свързани със СС, в рамките на своя район. Тяхната роля е да пазят населението и да упражняват надзор върху дейността на СС членовете в техния район. Като обявяват извънредна ситуация, те биха могли да заобиколят районните административни служби за СС, СД, Сипо и Орпо, като по този начин получат пряк оперативен контрол върху тези групи.
По време на Кристалната нощ (9 – 10 ноември 1938 г.) службите за сигурност на СС тайно координират насилието срещу евреите, тъй като СС, Гестапо, СД, Крипо, Сипо и редовните полицаи правят всичко възможно да гарантират, че докато еврейските синагоги и читалища биват унищожени, собствеността и жилищата остават непокътнати, за да могат по-късно да бъдат иззети. В края на краищата, хиляди еврейски фирми, домове и гробища са вандализирани и ограбени, особено от членовете на СА. Около 500 – 1000 синагоги са унищожени, най-вече от палежи. На 11 ноември Хайдрих съобщава за смъртта на 36 души, но в по-късните оценки броят на смъртните случаи достига до 2000. По заповед на Хитлер около 30 000 евреи са арестувани и изпратени в концентрационни лагери до 16 ноември. Очевидно е, че в следващите месеци загиват 2500 от тези хора. Точно в този момент, държавата на СС започва сериозно кампанията си на терор срещу политически и религиозни противници, които те затварят без съдебен процес в името на „сигурност, превъзпитание или превенция“.

### Личните бодигардове на Хитлер
Тъй като СС нараства по размер и значение, така нарастват и персоналните защитни единици на Хитлер. Назначени са три основни СС групи за защита на Хитлер. През 1933 г. неговият по-голям персонален охранител е повикан в Берлин, за да замени военната канцеларска гвардия, натоварена да защитава канцлера на Германия. Сеп Дитрих командва новото звено, по-рано известно като SS-Stabswache Berlin. Името е променено на SS-Sonderkommando Berlin. През ноември 1933 г. е променено на Leibstandarte Adolf Hitler. През април 1934 г. Химлер променя името на Leibstandarte SS Adolf Hitler (LSSAH). LSSAH охранява частните жилища и офиси на Хитлер, осигурявайки външен пръстен за защита на Фюрера и неговите посетители. Лидерите на LSSAH се настаняват на входа на кабинети на старата канцлерска кантора на Райха и на новата също. Броят на служителите на LSSAH е увеличен по време на специални събития. В Бергхоф, резиденцията на Хитлер в Оберзалцберг, голям контингент от LSSAH патрулира в обширна охранителна зона.
От 1941 г. Leibstandarte се превръщат в четири отделни субекта, разделението Вафен-СС (несвързано с личната защита на Хитлер), Берлинската канцлерийска гвардия, поделението за сигурност на СС в Оберзалцберг и Мюнхен, който пази Хитлер, когато посещава личния си апартамент и седалището на НСДАП – Кафяв дом в Мюнхен. Въпреки че единицата е номинално под Химлер, Дитрих е истинският командир и се справя с ежедневната администрация.
Две други СС единици съставят вътрешния пръстен на личната защита на Хитлер. SS-Begleitkommando des Führers, създадена през февруари 1932 г., служи като охрана на Хитлер по време на пътуване. Тази единица се състои от осем души, които служат денонощно да пазят Хитлер на смени. По-късно SS-Begleitkommando е разширен и става известен като Führerbegleitkommando. Той продължава под отделно командване и остава отговорен за личната защита на Хитлер. Führer Schutzkommando е защитна единица, основана от Химлер през март 1933 г. Първоначално е натоварена със защитата на Хитлер само докато е в границите на Бавария. В началото на 1934 г. те заменят SS-Begleitkommando за защита на Хитлер в цяла Германия.

### Създаване на концентрационни лагери
СС е тясно свързана със системата за концентрационни лагери на Нацистка Германия. На 26 юни 1933 г. Химлер назначава SS-Oberführer Теодор Айке за командващ концентрационния лагер Дахау, един от първите нацистки концентрационни лагери. Той е създаден, за да консолидира множеството малки лагери, създадени от различни полицейски агенции и НСДАП, за да помещава политически затворници. Организационната структура, създадена от Айке в Дахау е моделът на всички по-късни концентрационни лагери. След 1934 г. Айке е обявен за командир на SS-Totenkopfverbände, формацията на СС, отговорна за управлението на концентрационните лагери под ръководството на СС и Химлер. Известна като „мъртвешките глави“, SS-Totenkopfverbände се организира за пръв път като няколко батальона, всеки от които се намира в един от най-големите концентрационни лагери в Германия. Лидерството в лагерите е разделено на пет отдела: командир и адютант, поделение по политически въпроси, защитна охрана, администрация и медицински персонал. До 1935 г. Химлер осигурява одобрението на Хитлер и финансирането, необходимо за създаване и експлоатация на допълнителни лагери. Шест концентрационни лагера, в които са депортирани 21 400 души (предимно политически затворници), са съществували в началото на войната през септември 1939 г. До края на войната са създадени стотици лагери с различен размер и функция, в които се намират близо 715 000 души, повечето от които жертви на режима поради тяхната раса. Населението на концентрационния лагер нараства в тандем с пораженията, претърпени от нацисткия режим; колкото по-зле изглежда катастрофата, толкова по-голям е страхът от подрив, подтиквайки СС да засили репресиите и терора си.

## СС през Втората световна война
В резултат на избухването на Втората световна война, СС обединява в своята окончателна форма, която включва три основни организации: Allgemeine SS, SS-Totenkopfverbände и Вафен-СС, основана през 1934 г. като SS-Verfügungstruppe и преименувана през 1940 г. Вафен-СС еволюира във втора германска армия, покрай Вермахта и работи в тандем с тях. Въпреки че ранговете на СС обикновено имат еквиваленти в другите клонове, СС ранговата система не копира условията и ранговете, използвани от клоновете на Вермахта. Вместо това използва редиците, установени от Фрайкорпс след Първата световна война и СА. Това е направено преди всичко, за да се подчертае, че СС е независима от Вермахта.

### Нашествие в Полша
По време на инвазията в Полша през септември 1939 г. LSSAH и SS-VT воюват като отделни подвижни пехотни полкове. LSSAH става известен с опожаряването на села без военно оправдание. Членовете на LSSAH са извършили жестокости в много градове, включително убийството на 50 полски евреи в Блони и клането на 200 цивилни граждани, включително деца, които са разстреляни в Злочев. Някои висши членове на Вермахта не са убедени, че звената са напълно подготвени за битка. Неговите единици поемат ненужни рискове и имат по-висок процент на жертви от армията. Генералоберст Федор фон Бок е доста критичен след посещението на SS-Totenkopf през април 1940 г., той открива, че битката им е „недостатъчна“. Хитлер смята, че критиката е типична за „остарялата концепция за рицарството“ на армията. В защитата си, СС продължава да настоява, че въоръжените му формирования са възпрепятствани от това, че трябва да се борят отчасти и да са неправилно оборудвани от армията.
След нахлуването, Хитлер поверява на СС действия за унищожаване с кодово име Операция Танбенберг и Аб Актион, за да отстранят потенциалните лидери, които биха могли да формират съпротива срещу германската окупация. Убийствата са извършени от Айнзацгрупи, подпомагани от местни паравоенни групи. Мъжете за звената на Айнзацгрупите са изведени от СС, СД и полицията. В края на 1939 г. около 65 000 полски цивилни граждани, включително активисти, интелигенция, учени, учители, актьори, бивши офицери и други са убити. Когато военното ръководство регистрира оплаквания за жестокостта, извършена от Айнзацгрупи, Хайдрих ги информира, че действа „в съответствие със специалната заповед на Фюрера“. Първото систематично масово убийство на евреи от Айнзацгрупите е на 6 септември 1939 г. по време на атаката срещу Краков.
Доволен от представянето им в Полша, Хитлер позволява по-нататъшно разширяване на въоръжените формации на СС, но настоява, че нови единици остават под оперативния контрол на армията. Докато SS-Leibstandarte остава независим полк, функциониращ като лични бодигардове на Хитлер, останалите полкове – SS-Deutschland, SS-Germania и SS-Der Führer се обединяват, за да формират 2-ра СС дивизия Дас Райх. Второ разделение на СС, SS-Totenkopf, е образувано от охранителите на концентрационния им лагер, а 4-та СС полицейска дивизия, е създадена от полицейски доброволци. През този период СС е придобил контрол върху своето собствено набиране на кадри, логистика и системи за доставки за въоръжените си формации. СС, Гестапо и СД отговарят за временната военна администрация в Полша до назначаването на Ханс Франк за генерален губернатор на 26 октомври 1939 г.

### Битката във Франция
На 10 май 1940 г. Хитлер стартира битката за Франция, голяма офанзива срещу Франция и Нидерландия. СС осигурява 2 от 89-те дивизии, които взимат участие. LSSAH и елементи от SS-VT участват в наземното нахлуване в битката за Нидерландия. Едновременно с това са изпратени въздушни войски, за да ударят ключови нидерландски летища, мостове и железопътни линии. В петдневната кампания, LSSAH се свързва с армии и въздушни войски след редица сблъсъци с нидерландските защитници.
СС-войници не участват в нападението през Ардените и река Мейзе. Вместо това, SS-Totenkopf са призовани от армията, за да се борят в подкрепа на 7-а танкова дивизия на генерал-майор Ервин Ромел, когато те се насочват към Ламанша. На 21 май британците започват бронирана контраатака срещу фланговете на 7-а танкова дивизия и SS-Totenkopf. След това германците задържат британските и френските войски в огромен джоб в Дънкирк. На 27 май, SS-Totenkopf извършват клането в Ла Паради, където 97 мъже от 2-ри батальон, полк от Кралския Норфолк са разстреляни с картечница, когато се предават, а след това оцелелите са довършени с щикове. Двама мъже оцеляват.
В края на кампанията Хитлер изразява удоволствието си от представянето на SS-Leibstandarte, като им казва: „Отсега нататък ще бъде чест за вас, които носят името ми, да водят всяка германска атака“. SS-VT е преименувана на Вафен-СС в реч, направена от Хитлер през юли 1940 г. След това Хитлер разрешава включването на „хора, за които се смята, че са от сродни на германците етноси“. Редица датчани, холандци, норвежци, шведи и финландци доброволно се бият във Вафен-СС, под командването на немски офицери. Те са събрани, за да формират новото поделение 5-а СС танкова дивизия Викинг. През януари 1941 г. секцията SS-Verfügungs е преименувана на SS-Reich Division и е преименувана на 2-ра СС дивизия Дас Райх, когато е реорганизирана като Panzergrenadier дивизия през 1942 г.

### Кампания на Балканите
През април 1941 г. германската армия нахлува в Югославия и Гърция. LSSAH и Дас Райх са прикрепени към отделни военни танкови корпуси. Фриц Клингенберг, командир на кампанията в Дас Райх, повежда хората си в Югославия в столицата Белград, където малка група в авангарда приема предаването на града на 13 април. Няколко дни по-късно, Кралство Югославия се предава. Полицейските звена на СС незабавно започват да взимат заложници и извършват репресии, практика, която става често срещана. В някои случаи те се присъединяват към Вермахта. Подобно на Полша, военната политика на нацистите на Балканите довежда до брутална окупация и расистки масови убийства. Сърбия става втората държава (след Естония), която е обявена за Юденфрай (освободена от евреи).
В Гърция, Вермахта и Вафен-СС срещат съпротива от британските експедиционни корпуси (БЕФ) и гръцката армия. Боевете се усложняват от планинския терен, със силно защитени тесни проходи. LSSAH е в челните редици на немския тласък. БЕФ се евакуира по море до Крит, но трябва да избяга отново в края на май, когато германците пристигат. Подобно на Югославия, окупирането на Кралство Гърция и неговите евреи са в опасност, тъй като нацистите незабавно предприемат различни мерки срещу тях. Първоначално затворени в гетата, повечето от тях са транспортирани до концентрационния лагер в Аушвиц през март 1943 г., когато са убити в газовите камери при пристигането им. От 80 000 евреи в Гърция, само 20% преживяват войната.

## Войната на изток
На 22 юни 1941 г. Хитлер започва операция Барбароса, нахлуването в Съветския съюз. Разрастващата се война и необходимостта от контролиране на окупираните територии, създават условия за Химлер да продължи да консолидира полицейските и военните органи на СС. Бързото придобиване на огромни територии на изток поставя сериозно напрежение върху полицейските организации на СС, тъй като се борят да се приспособят към променящите се предизвикателства в областта на сигурността.
Първата и втората пехотна бригада на СС, създадена от надзорниците на SS-TV, и СС Кавалерийска бригада се преместват в Съветския съюз зад воюващите армии. Първоначално се бият със съветски партизани, но от есента на 1941 г. оставят антипартианската роля на други звена и активно участват в Холокоста. Докато оказват помощ на Айнзацгрупи, те формират отряди на смъртта, участващи в ликвидирането на еврейското население на Съветския съюз.
На 31 юли 1941 г. Херман Гьоринг дава на Хайдрих писмено разрешение да осигури сътрудничеството на административните ръководители на различни правителствени отдели, за да извърши геноцид над евреите в територии под германски контрол. Хайдрих е инструмент в извършването на тези унищожения, тъй като Гестапо е готово да организира депортирането на Запад, а неговите Айнзацгрупи вече извършват обширни операции за убийства на изток. На 20 януари 1942 г. Хайдрих председателства среща, наречена Ванзейска конференция, за обсъждане на изпълнението на плана.
По време на битки в Съветския съюз през 1941 и 1942 г., Вафен-СС претърпяват огромни жертви. LSSAH и Дас Райх са загубили повече от половината си войници от болести и от бойни действия. При нужда от наемници, Химлер започва да приема войници, които не отговарят на оригиналния СС расов профил. В началото на 1942 г., SS-Leibstandarte, SS-Totenkopf и SS-Das Reich са оттеглени на Запад, за да се възстановят и са преобразувани в Panzergrenadier дивизии. SS-Panzer Corps се завръщат в Съветския съюз през 1943 г. и участват в третата битка за Харков през февруари и март.

### Холокоста
СС е изградена върху култура на насилие, която е изложена в своята най-крайна форма от масовото убийство на цивилни и военнопленници на Източния фронт. Увеличена от персонала на Крипо, Орпо и Вафен-СС, Айнзацгрупата достига обща сила от 3000 души. Айнзацгрупи A, B и C са прикрепени към армейските Група армии „Север“, Група армии „Център“ и Група армии „Юг“; Айнзацгрупа D е част от 11-а армия. Историкът Ричард Родос ги описва като „извън границите на морала“; те са „съдии, съдебни заседатели и екзекутори в едно“, „с власт да убиват всеки по свое усмотрение“. След операцията Барбароса, тези единици на Айнзацгрупите, заедно с полицията и Вафен-СС извършват масовото убийство на еврейското население в окупираните Източна Полша и Съветския съюз. Най-голяма част от действията на Айнзацгрупите са през 1941 и 1942 г. в Украйна и Русия. Преди инвазията има 5 милиона регистрирани евреи в целия Съветски съюз, като 3 милиона от тях живеят на територията, заемана от германците; към края на войната над 2 милиона от тях са убити.
Действията за унищожаване на Айнзацгрупите обикновено следват стандартна процедура, като главния директор се свързва с най-близкия командир на отдел Вермахт, за да го информира за предстоящите действия; това е направено, за да могат да координират и контролират достъпа до местата за екзекуция. Първоначално жертвите са застрелвани, но този метод се оказва неприложим за операция от този мащаб. Също така, след като Химлер наблюдава екзекуцията на 100 евреи в Минск през август 1941 г., той е загрижен за въздействието, което подобно действие оказва върху психическото здраве на своите есесовци. Той решава, че трябва да се намерят алтернативни методи за убиване, което води до въвеждане на газови ванове. Те обаче не са популярни сред есесовците, защото премахването на мъртвите тела от микробуса и погребването им е ужасно изпитание. Затворниците или помощните лица често са възложени да изпълняват тази задача, за да освободят не се травмират есесовците.

### Антипартизански операции
В отговор на трудностите на армията в справянето със съветски партизани, Хитлер решава през юли 1942 г. да прехвърли на полицията операции срещу партизанството. Това поставя въпроса под ръководството на Химлер. Както Хитлер заповядва на 8 юли 1941 г. всички евреи да бъдат считани за партизани, терминът „антипартизанска операция“ се използва като евфемизъм за убийството на евреите, както и за действителна битка срещу съпротивителен елемент. През юли 1942 г. Химлер нарежда да не се използва понятието „партизанин“; а да бъдат описани като „бандити“.
Химлер определя СС и СД да работят за разработването на допълнителни антипартизански тактики и стартира пропагандна кампания. По някое време през юни 1943 г. Химлер издава заповедта за бандитите, като едновременно с това обявява съществуването на Bandenkampfverbände (бандитни бойни формирования), като негов началник е СС-обергрупенфюрер Ерих фон дем Бах. Използвайки войските предимно от полицията на СС и Вафен-СС, Bandenkampfverbände има четири основни оперативни компонента: пропаганда, централизиран контрол и координация на операциите по сигурността, обучение на войници и бойни операции. След като Вермахта има териториални цели, Bandenkampfverbände първо осигурява комуникационни съоръжения, пътища, железопътни линии и водни пътища. След това осигуряват селските общности и икономически съоръжения като фабрики и административни сгради. Допълнителен приоритет е осигуряването на селскостопански и горски ресурси. СС ръководи събирането на реколтата, което се счита за критично за стратегическите операции. Всички евреи в района са обградени и убити. Комунисти и хора от азиатски произход са убити с презумпцията, предполагайки, че са съветски агенти.

### Лагери на смъртта
След началото на войната, Химлер засилва дейността на СС в Германия и в окупирана Европа. Увеличава се броят на евреите и германските граждани, считани за политически противници или външни лица. Тъй като нацисткия режим става по-репресивен, системата на концентрационния лагер нараства по размер и смъртоносната операция и се разширява, тъй като икономическите амбиции на СС се засилват.
Интензификацията на операциите по убиването се извършва в края на 1941 г., когато СС започва изграждането на стационарни съоръжения за газификация, за да замести употребата на Айнзацгрупи за масови убийства. Жертвите в тези нови лагери за унищожение са убивани с помощта на въглероден окис – газ от автомобилни двигатели. По време на операция Райнхард, ръководена от офицери от Totenkopfverbände, които в окупирана Полша изграждат три лагера за унищожение: Bełżec (действащ до март 1942 г.), Sobibór (действащ до май 1942 г.) и Треблинка. По нареждане на Химлер, до началото на 1942 г. концентрационният лагер в Аушвиц е значително разширен, за да включва газови камери, където жертвите са убити с помощта на пестицида Zyklon B.
По административни причини, всички охранители на концентрационния лагер и административен персонал стават пълноправни членове на Вафен-СС през 1942 г. Концентрационните лагери са поставени под командването на SS-Wirtschafts-Verwaltungshauptamt. Рихард Глукс служи като инспектор на лагерите за концентрация. Експлоатацията и унищожаването става балансирано, тъй като военната ситуация се влошава. Потребностите на труда от военната икономика, особено за квалифицирани работници, означават, че някои евреи се отървават от геноцида. На 30 октомври 1942 г., поради тежкия недостиг на работна ръка, Химлер заповядва голям брой хора в окупираните територии от съветски произход да бъдат задържани и изпратени в Германия като принудителен труд.
До 1944 г. SS-TV е организирана в три отдела: персонал на концентрационните лагери в Германия и Австрия, в окупираните територии, и на лагерите за унищожаване в Полша. До 1944 г. става обичайна практика да се въртят членовете на СС във и извън лагерите, частично въз основа на потребностите на човешкия потенциал, но също и да се предоставят по-лесни задачи на ранените членове на Вафен-СС. Тази ротация на персонала означава, че почти всички есесовци знаят какво се случва вътре в концентрационните лагери, правейки цялата организация отговорна за военни престъпления и престъпления срещу човечеството.

## Бизнес империя
През 1934 г. Химлер основава първото бизнес начинание на СС, Nordland-Verlag, издателство, което пуска пропаганден материал и ръководства за обучение по СС. След това той купува порцелан Allach, който след това започва да произвежда сувенири. Поради недостига на работна ръка и желанието за финансова печалба, СС започва да експлоатира затворници от концентрационни лагери като робски труд. По-голямата част от бизнеса на СС губи пари, докато Химлер ги поставя под управлението на Verwaltung und Wirtschaftshauptamt Hauptamt (Управление и бизнес офис) през 1939 г. Дори и тогава, повечето от предприятията са лошо управлявани и не се справят добре, тъй като есесовците не са подбрани с бизнес опит и работниците гладуват. През юли 1940 г. е създадена Deutsche Wirtschaftsbetriebe GmbH, чадърна корпорация, която поема управлението на всички въпроси, свързани със стопанската дейност на СС. В крайна сметка СС основава близо 200 холдингови компании за своя бизнес.
През май 1941 г. се създава Deutsche Ausrüstungswerke GmbH, която е създадена, за да интегрира фирмите от СС със системата за растящ концентрационен лагер. През 1941 г. Химлер създава четири нови концентрационни лагера: Аушвиц, Грос-Розен, Нацвайлер-Струтхоф и Нойенгам. Всеки от тях има поне една фабрика или кариера наблизо, където затворниците са принудени да работят. Химлер се интересува особено от предоставянето на работници за IG Farben, който строи фабрика за синтетичен каучук в Auschwitz III-Monowitz. Заводът е почти готов да започне производство, когато е превзет от съветските войски през 1945 г. Продължителността на живота на лишените от свобода в Моновиц е средно около три месеца. Това е типично за лагерите, тъй като лишените от свобода живеят в катастрофално лоши условия. Работното им натоварване е умишлено направено невъзможно високо, съгласно политиката на унищожаване чрез труд.
През 1942 г. Химлер консолидира всички офиси, създавайки Главната икономическа и административна служба (WVHHA). Цялата система за концентрационен лагер е поставена под ръководството на WVHA. СС е собственик на Sudetenquell GbmH, производител на минерална вода в Судетланд. До 1944 г. СС закупува 75% от производителите на минерална вода в Германия и възнамерява да придобие монопол. Няколко концентрационни лагера са произвели строителни материали като камък, тухли и цимент за притежаваната от СС Deutsche Erd– und Steinwerke. В окупираните източни територии СС придобива монопол в производството на тухли.
СС притежава експериментални ферми, фурни, месопреработвателни предприятия, кожени изделия, дрехи и униформи, както и фабрики за малки оръжия. СС конфискува и продава имуществото на затворниците в концентрационния лагер, конфискува пари, и се възползвал от труповете, продавайки косата и разтопява пломби, за да получи злато от тях. Общата стойност на активите, ограбени само от жертвите на операция Райнхард (без Аушвиц), е посочена от Одило Глобоцник като 178 745 960.59 райхсмарки. Иззетите стоки включват 2,909,68 килограма злато на стойност 843,802.75 рм, както и 18,733.69 кг сребро, 1,514 кг платина, 249,771.50 американски долара, 130 диаманти, 2,511.87 карата брилянти, 13458.62 карата диаманти и 114 кг перли. Според нацисткото законодателство еврейската собственост принадлежи на държавата, но много командири и пазачи на СС лагери открадват предмети като диаманти или валута за лична изгода или взимат конфискувани храни и алкохолни напитки за продажба на черния пазар.

## Военни отстъпления

### Курск
На 5 юли 1943 г. германците започват битката при Курск. Вафен-СС по това време е разширен до 12 дивизии и повечето участват в битката. Поради твърдата съветска съпротива, Хитлер спира атаката вечерта на 12 юли. На 17 юли той отменя операцията и нарежда отстъпление. След това германците са принудени да отстъпят, след като Червената армия започва освобождението на Западна Русия. Загубите, понесени от Вафен-СС и Вермахта по време на битката при Курск, се случват почти едновременно с нападението на съюзниците в Италия, като започват двустранна война за Германия.

### Десанта в Нормандия
През 1942 г., Хитлер нарежда изграждането на укрепления, наречени Атлантическия щит, по протежение на брега на Атлантическия океан, от Испания до Норвегия, за да се предпази от очаквано нахлуване на съюзниците. Построени са бетонни пунктове на стратегически места по протежение на брега и на плажовете са поставени дървени стълбове, метални стативи, мини и големи противотанкови препятствия, за да се забави наближаването на плавателните съдове. В допълнение към няколко статични пехотни дивизии, наблизо са разположени 11 отделения на Panzer и Panzergrenadier. Четири от тези формации са разделянията Вафен-СС. Освен това Дас Райх се намира в Южна Франция, LSSAH е в Белгия, след като се бие в Съветския съюз, и новосформираната танкова секция на Хитлерюгенд, състояща се от 17 и 18-годишни младежи, подкрепена от бойни ветерани и опитни подчинени, е разположена на запад от Париж. Създаването на SS-Hitlerjugend е знак за отчаянието на Хитлер за повече войски.
Дебаркирането в Нормандия започва на 6 юни 1944 г. 21-ва танкова дивизия на генералмайор Едгар Фойхтингер, разположена на юг от Кан, е единствената дивизия, която е близо до плажовете. Разделението включва 146 танка и 50 нападателни оръдия, както и поддържаща пехота и артилерия. В 02:00 часа генерал-лейтенант Вилхелм Рихтер, командир на 716-а станционна пехотна дивизия, разпорежда на 21-ва танкова дивизия да излезе на контраатака. Въпреки това, тъй като дивизията е част от бронирания резерв, Фойхтингер е принуден да търси разрешение от ОКВ, преди да може да извърши образуването му. Той не получава нареждания до почти 09:00 часа, но междувременно по собствена инициатива събира танкове, за да се бори с британските сили на изток от Орне. SS-Hitlerjugend започва да се разполага в следобеда на 6 юни, а звената предприемат отбранителни действия на следващия ден. Те също така взимат участие в битката за Каен (юни-август 1944 г.). На 7 – 8 и 17 юни членовете на SS-Hitlerjugend убиват 20 канадски военнопленници в клането в Арденското абатство.
Съюзниците продължават да постигат напредък в освобождението на Франция, а на 4 август Хитлер заповядва контра-офанзива от Вир до Авранчес. Операцията включва LSSAH, Дас Райх, 2-ра и 116-а танкова дивизия. Съюзническите сили са подготвени за тази офанзива, а въздушно нападение над комбинираните германски части се оказва опустошително. На 21 август, 50 000 германски войници, включително повечето от LSSAH, са обкръжени от съюзниците в джоба на Фалез. Останалите останки от LSSAH са оттеглени в Германия. Париж е освободен на 25 август и последната от германските сили се оттегля от Сена до края на август, като прекратява кампанията в Нормандия.

### Битка за Германия
Вафен-СС единици, оцелели през летните кампании, са изтеглени от предната линия, за да се върнат отново. Две от тях – 9-а и 10-а танкова дивизия, правят това в района на Нидерландия в началото на септември 1944 г. Съвпадащо на 17 септември съюзниците стартират в същия район Операция Маркет Гардън, съвместна въздушна и сухопътна операция за да вземат контрола на долен Рейн. 9-а и 10-а танкова дивизия са сред единиците, които отблъскват атаката.
През декември 1944 г. Хитлер стартира Арденска офанзива, значима контраатака срещу западните съюзници през Ардените с цел да достигне Антверпен, докато обкръжава съюзническите армии в района. Офанзивата започва с артилерийски обстрел, малко преди зората на 16 декември. Оглавяващи атаката са две танкови армии, съставени главно от дивизии на Вафен-СС. По време на зимните метеорологични условия, бойните групи откриват, че преминават през горите и залесените хълмове на Ардените, но първоначално са постигнали добър напредък в северния сектор. Те скоро се натъкват на силна съпротива от 2-ра и 99-а пехотна дивизия на САЩ. До 23 декември времето се подобрява достатъчно, че въздушните сили на съюзниците могат да атакуват германските сили и техните колони за доставки, което води до недостиг на гориво. При все по-трудни условия, германският напредък се забавя и е спрян. Неуспешната атака на Хитлер струва 700 танка и повечето от останалите мобилни сили на запад, както и повечето от техните незаменими запаси от човешки ресурси и материали.
По време на битката, СС-Оберщурмбанфюрер Йоахим Пайпер оставя път на унищожение, който включва войници от Вафен-СС под командването му, убивайки американски военнопленници и невъоръжени белгийски цивилни в клането в Малмеди. Заловените СС войници са съдени в Малмеди след войната за това клане и няколко други в района. Много от извършителите са осъдени да на обесване, но присъдите са променени. Пайпер е хвърлен в затвора в продължение на 11 години за ролята си в убийствата.
На изток Червената армия възобновява настъплението си на 12 януари 1945 г. Германските сили са превъзхождани от 20 към 1 в самолетите, от 11 до 5 в пехота и от 7 до 1 в танкове на Източния фронт. До края на месеца, Червената армия прави мост над Одер, последното географско препятствие пред Берлин. Западните съюзници продължават да напредват, но не толкова бързо, колкото Червената армия. Корпусът на танковете извършва успешна отбранителна операция на река Хрон на 17 – 24 февруари, спирайки съюзническия аванс към Виена.
Будапеща пада на 13 февруари. Хитлер заповядва на 6-а танкова армия на Дитрих да се премести в Унгария, за да защити петролните находища и рафинерии в Нагяканиса, които смята за най-стратегически ценните горивни резерви на Източния фронт. Frühlingserwachsen (операция пролетно пробуждане), последната немска офанзива на изток, се състои в началото на март. Германските сили нападат край езерото Балатон, а 6-а танкова армия се придвижва напред на север към Будапеща, а втората танкова армия се движи на изток и на юг. Силите на Дитрих отначало постигат добър напредък, но когато се приближават до Дунав, комбинацията от кален терен и силна съветска съпротива ги спира. До 16 март битката е загубена. Измъчван от поражението, Хитлер нарежда на замесените в Вафен-СС войници да махнат титлите си за маншети като белег на позор. Дитрих отказва да изпълни заповедта.
По това време, както на Източния, така и на Западния фронт, дейностите на СС стават ясни за съюзниците, тъй като лагерите за концентрация и унищожение са освободени. Съюзническите войски са изпълнени с недоверие и отвращение от доказателствата за нацистката жестокост в лагерите.
На 9 април 1945 г. Кьонигсберг пада в ръцете на Червената армия, а на 13 април отрядът на Дитрих е изтласкан от Виена. Битката при Берлин започва в 03:30 часа на 16 април с масивна артилерийска атака. В рамките на седмица, борбата се извършва в града. Сред многобройните елементи, защитаващи Берлин, са френски, латвийски и скандинавски войници от Вафен-СС. Хитлер, който вече се крие във Фюрербункера под канцеларията на Райха, все още се надява, че останалите му СС войници могат да спасят столицата. Въпреки безнадеждността на ситуацията, членовете на СС, патрулиращи в града, продължават да застрелват или бесят войници и цивилни за това, което смятат за актове на страхливост или предателство. Берлинският гарнизон се предава на 2 май, два дни след като Хитлер се самоубива. Тъй като членовете на СС не очакват никаква милост от Червената армия, те се опитват да се придвижат на запад, за да се предадат на американците и англичаните.

## Членство в СС (1925 – 1945)
След 1933 г., кариерата в СС става все по-привлекателна за германския социален елит, който започва да се присъединява към движението в голям брой, обикновено мотивиран от политически опортюнизъм. До 1938 г. около една трета от ръководството на СС е от горната средна класа. Тенденцията се обръща след първата съветска контраофанзива от 1942 г.
| Година         | Членове    | Райхсфюрер-СС                          |
| -------------- | ---------- | -------------------------------------- |
| 1925 г.        | 200        | Юлиус Шрек                             |
| 1926 г.        | 200        | Йозеф Берхтолд                         |
| 1927 г.        | 200        | Ерхард Хейден                          |
| 1928 г.        | 280        | Ерхард Хейден                          |
| 1929 г.        | 1000       | Хайнрих Химлер                         |
| 1930 – 1933 г. | 52 000     | Хайнрих Химлер (начало на Третия Райх) |
| 1934 – 1939 г. | 240 000    | Хайнрих Химлер                         |
| 1940 – 1944    | 800 000    | Хайнрих Химлер                         |
| 1944 – 1945    | Неизвестно | Хайнрих Химлер и Карл Ханке            |

## Последици след войната
След колапса на Нацистка Германия, СС престава да съществува. Многобройни членове на СС, много от които все още нацисти, остават на свобода в Германия и в Европа. На 21 май 1945 г. британците залавят Химлер, който е дегизиран и използва фалшив паспорт. В американски лагер край Люнебург той се самоубива, като захапва капсула с цианид. Няколко други водещи членове на СС бягат, но някои от тях са бързо заловени. Калтенбрунер, началник на РСХА и най-високопоставеният оцелял главен началник на отдел от СС, след самоубийството на Химлер, е арестуван в Баварските Алпи. Той е сред 24-те обвиняеми, поставени пред съд от Международния военен трибунал през 1945 – 1946 г.
Някои от членовете на СС са подложени на изтезания и побои в ръцете на освободени затворници, разселени лица или войници от съюзниците. Американски войници от 157-и полк, които влизат в концентрационния лагер в Дахау през април 1945 г. и виждат човешките лишения и жестокост, извършени от СС, застрелват някои от останалите пазачи на СС. На 15 април 1945 г. в Берген-Белсен влизат британски войски. Те държат пазачите от СС на гладни дажби, и ги карат да работят без прекъсвания, принуждават ги да се справят с останалите трупове, да ги мушкат с щикове или да ги удрят с пушки, ако забавят темпото си. Някои от членовете на американския контраразузнавателен корпус на американската армия предават пленени пазачи на разселени лица, откъдето знаят, че ще бъдат обект на малтретиране.

### Международен военен трибунал в Нюрнберг
Съюзниците започват съдебно производство срещу заловени нацисти, като създават Международния военен трибунал в Нюрнберг през 1945 г. Първият процес срещу военните престъпления на 24 видни нацисти като Херман Гьоринг, Алберт Шпеер, Йоахим фон Рибентроп, Алфред Розенберг, Ханс Франк и Калтенбрунер се състои през ноември 1945 г. Те са обвинени в четири обвинения: заговор, война от агресия, военни престъпления и престъпления срещу човечеството в нарушение на международното право. 12 получават смъртна присъда, включително Калтенбрунер, осъден за престъпления срещу човечеството и екзекутиран на 16 октомври 1946 г. Бившият комендант в Аушвиц, Рудолф Хьос, който свидетелства в полза на Калтенбрунер и други, е осъден и екзекутиран през 1947 г.
Проведени са допълнителни СС дела и присъди. Много от обвиняемите се опитват да се оправдаят, като използват извинението, че те просто следват висши заповеди, които те трябвало да изпълняват безусловно като част от клетвата и задължението си. Съдилищата не считат това за легитимна защита. В Краков през ноември 1947 г. се състои процес с 40 офицери и стражари от Аушвиц. Повечето са признати за виновни, а 23 получават смъртно наказание. В допълнение към тези, съдени от западните съюзници, приблизително 37 000 членове на СС са съдени в съветски съдилища. Присъдите включват обесване и дълги години на тежък труд. Пьотр Цивински, директор на музея „Аушвиц-Биркенау“, изчислява, че от 70 000 членове на СС, участващи в престъпления в концентрационни лагери, само 1650 – 1700 са съдени след войната. Международният военен трибунал обявява СС за престъпна организация през 1946 г.

### Бягства
След войната, много бивши нацисти бягат в Южна Америка, особено в Аржентина, където са посрещнати от режима на Хуан Перон. През 50-те години бившият затворник от Дахау, Лотар Херман открива, че живеещият в Буенос Айрес Рикардо Клемент е в действителност Адолф Айхман, който през 1948 г. получава фалшива самоличност и разрешение за кацане в Аржентина чрез организация, ръководена от епископ Алоис Худал, австрийски свещеник с нацистки симпатии, който след това пребивава в Италия. Айхман е заловен в Буенос Айрес на 11 май 1960 г. от израелската разузнавателна агенция Мосад. На неговия процес в Йерусалим през 1961 г. той е признат за виновен и осъден на смърт чрез обесване. Айхман е цитиран като заявява: "Ще скоча в моя гроб със смях, защото фактът за смъртта на 5 милиона евреи [или врагове на Райха, както по-късно се твърди, че е казал] на съвестта ми, ми дава изключително удовлетворение". Комендантът на Треблинка, Франц Щангъл също бяга в Южна Америка с помощта на мрежата на Худал. През 1967 г. е депортиран в Западна Германия и осъден на доживотен затвор през 1970 г. Той почива през 1971 г.
Йозеф Менгеле, притеснен, че залавянето му би означавало смъртна присъда, бяга от Германия на 17 април 1949 г. Подпомаган от мрежа от бивши членове на СС, той пътува до Генуа, където получава паспорт под името „Хелмут Грегор“ от Международния комитет на Червения кръст. Той отплава за Аржентина през юли. Осъзнавайки, че все още е издирван човек, той се премества в Парагвай през 1958 г. и в Бразилия през 1960 г. И в двата случая е подпомогнат от бившия пилот на Луфтвафе, Ханс-Улрих Рудел. Менгеле претърпява сърдечен удар, докато плува и се удавя през 1979 г.
Симон Визентал и други спекулират за съществуването на нацистка мрежа, наречена ODESSA (Организация на бившите членове на СС), за която твърди, че е помогнала на военнопрестъпници да намерят убежище в Латинска Америка. Британската писателка Гита Серини, която провежда интервюта с есесовци, смята, че историята е невярна и приписва бягството на следвоенния хаос и базираната във Ватикана мрежа на Худал. Докато съществуването на ODESSA остава недоказано, Серини отбелязва, че „със сигурност имаше различни видове нацистки помощни организации след войната – би било удивително, ако не е имало“.

## Военни звания в СС
- СС-ман (редник)
- Шарфюрер (ефрейтор)
- Щурмфюрер СС (лейтенант)
- Хауптщурмфюрер СС (капитан)
- Щурмбанфюрер СС (майор)
- Щандартенфюрер СС (полковник)
- Оберфюрер СС (бригаден генерал)
- Бригаденфюрер СС (генерал-майор)
- Групенфюрер СС (генерал-лейтенант)
- Обергрупенфюрер СС (генерал)

### На български език
- Блумфийлд, Норман. „SS - Черното слънце на Третия райх“ //  Сенките на мрака: Нинджа / Асасини / Черният оредн SS.   София, ICON, 2007. ISBN 978-954-8517-42-3. с. 289-449. (на български)
- Которон, Найджъл. „Историята на SS: Омразните хитлерови легиони на смъртта“.   София, Прозорец, 2015. ISBN 978-954-733-838-8. с. 207. (на български)